# Зомби (музикант)
Зомби (на английски: Zomby) е британски електронен музикант, който навлиза в кариерата си през 2007 г. Оттогава издава музика на няколко лейбъла, включително Хайпърдъб, Уърк Дискс и Фор Ей Ди. Неговите влияния са джънгъл музиката и ескибийт (грайм) звука на Уайли.
Първият му значим материал е Zomboy, ий пи, издадено през 2008 г. от Хайпърдъб.
Той издава първия си пълен албум Where Were U in '92? също през 2008 г. Заглавието на албума насочва вниманието към първия стих от песента на Ем Ай Ей, XR2, и отдава почит на рейв сцената от началото на 90-те. Това е постигнато със сместа на Зомби на британския геридж стил, имащ чиптюн влияния, с по-жизнерадостните, рейвърски стилистики на брейкбийт хауса. Зомби използва оборудване от този период, като например семплер Akai S2000 и компютър Atari ST.
През 2009 г. издава нова колекция от песни, носеща името One Foot Ahead of the Other.
В 2011 г. подписва с Фор Ей Ди Рекърдс (4AD), с които издава Dedication (2011). Вестник Гардиан му назначава четири звезди и го описва като „албум, съдържащ предизвикваща размисъл тъга“, като прави паралели с пианиста Кийт Джарет и техно музиката на Спуки от 90-те. По-късно тази година, той издава Nothing, което е ий-пи.
През 2013 г. издава двоен албум, озаглавен With Love.
|  | Тази страница частично или изцяло представлява превод на страницата Zomby в Уикипедия на английски. Оригиналният текст, както и този превод, са защитени от Лиценза „Криейтив Комънс – Признание – Споделяне на споделеното“, а за съдържание, създадено преди юни 2009 година – от Лиценза за свободна документация на ГНУ. Прегледайте историята на редакциите на оригиналната страница, както и на преводната страница, за да видите списъка на съавторите. ВАЖНО: Този шаблон се отнася единствено до авторските права върху съдържанието на статията. Добавянето му не отменя изискването да се посочват конкретни източници на твърденията, които да бъдат благонадеждни. |